# Erozja genetyczna
Erozja genetyczna – proces zmniejszania się puli genowej populacji, utrata różnorodności genetycznej, czyli eliminacja rzadkich alleli na skutek dryfu genetycznego i inbredu. Proces może zachodzić w populacjach organizmów dziko żyjących, jak i gatunków uprawianych roślin oraz hodowanych zwierząt. Proces utraty alleli zachodzi naturalnie, będąc elementem ewolucji biologicznej, jednak za erozję genetyczną uznaje się utratę każdego z alleli, który może być odpowiedzialny za adaptację do lokalnego środowiska, ułatwiać zabiegi rolnicze albo umożliwiać zaspokojenie potrzeb konsumentów. W przypadku odpowiednio dużych populacji utrata zmienności równoważona jest przez sukcesywnie następujące mutacje. W przypadku populacji o niedostatecznej liczebności ryzyko utraty zmienności genetycznej rośnie proporcjonalnie do wysokiej zmienności liczby potomstwa, nierówności w proporcji płci i zmienności liczebności populacji. 
Skutkiem erozji genetycznej jest mała zmienność genetyczna, a ta z kolei odpowiada za pogorszenie zdolności gatunku lub populacji do zachowania w przypadku zmian w środowisku, wzrasta specjalizacja i wrażliwość na zdarzenia losowe, maleje zdolność do rekolonizacji przywróconych siedlisk. Utrata zmienności genetycznej oznacza też stratę zależnej od niej zmienności fenotypowej – zanik zmienności morfologicznej, ras i odmian. W niewielkich populacjach utrata różnorodności genetycznej może prowadzić do spadku dostosowania i ostatecznie do wymarcia. 

## Erozja genetyczna gatunków uprawianych
Według badań, spośród 7000 odmian jabłoni domowej (Malus domestica) uprawianych w Ameryce w XIX wieku wyginęło 86%. Stwierdzono również wyginięcie 95% odmian kapusty warzywnej (Brassica oleracea), 91% odmian kukurydzy zwyczajnej (Zea mays), 94% odmian grochu zwyczajnego (Pisum sativum) i 81% odmian pomidora zwyczajnego (Lycopersicon esculentum). W Chinach spośród około 10 tys. odmian pszenicy zwyczajnej (Triticum aestivum) uprawianych w roku 1949 pozostało jedynie około tysiąc. W Korei Południowej oceniono, że pozostało w uprawie 26% istniejących wcześniej tradycyjnych odmian roślin. Przyczyną zaniku zróżnicowania wśród odmian jest przede wszystkim powszechne stosowanie odmian wysoko wydajnych, dających największy plon. Zanikające odmiany mogą wykazywać się mniejszą wydajnością, jednak umożliwiać uprawę danego gatunku w wyjątkowych warunkach, takich jak pola położone w górach.
Szczególnie dramatycznym przykładem skutków utraty różnorodności genetycznej był wielki głód w Irlandii w latach 1845–1849. Żadna z odmian ziemniaka uprawiana w tych czasach w Europie nie była odporna na zarazę ziemniaka. Efektem zawleczenia do Europy patogenu Phytophthora infestans, wywołującego chorobę ziemniaka, było drastyczne obniżenie plonów. Ponad milion Irlandczyków zmarło z głodu, a podobna liczba została zmuszona do emigracji. Mniej tragiczne w skutkach było rozprzestrzenienie się zarazy w uprawach kukurydzy w Stanach Zjednoczonych w latach 70. XX wieku. Efektem była utrata 50% plonów o wartości około 1 mld dolarów. Odporność na chorobę kukurydzy znaleziono u odmiany o nazwie Mayorbella, uprawianej w Afryce.

## Erozja genetyczna gatunków hodowanych
W Europie połowa ras zwierząt hodowlanych wyginęła w ostatnim stuleciu. Jednej trzeciej z pozostałych 770 ras grozi wyginięcie. Podobnie jest w Ameryce Północnej, gdzie jedna trzecia ras bydła i drobiu jest uznawana za rzadkie lub zanikające. Na tym kontynencie w hodowli występuje tylko 19 ras świń, gdy w Azji aż 140. Chociaż przeniesione na inne kontynenty, o mniej sprzyjających warunkach środowiska, zwierzęta są w stanie utrzymać wysoką produkcję to wymagają intensywnej opieki w postaci pasz wysokobiałkowych, leków oraz odpowiednich schronień. Po tysiącach lat hodowli część gatunków zwierząt nie ma już swoich dzikich odpowiedników, które mogłyby wzbogacić pulę genową hodowanych ras.

## Erozja genetyczna gatunków dziko żyjących
W wyniku zmniejszania się zasobów gatunku maleje jego zmienność genetyczna i przykładem w świecie zwierząt o skrajnie zubożonej puli genowej jest żubr (Bison bonasus). Jego współczesne zasoby powstały w wyniku mnożenia się potomstwa pochodzącego od 12 założycieli, z czego w przypadku podgatunku nizinnego dominują geny jednej tylko pary. W efekcie niska zmienność genetyczna wymaga wdrażania szczególnych metody doboru i zwiększania grup osiągających efektywną wielkość populacji (szacowanej na co najmniej 100 osobników). W celu zapewnienia przepływu genów między izolowanymi populacjami, wyselekcjonowane zwierzęta przewozi się między stadami. Poszczególne osobniki podlegają ocenie wartości genetycznej, prowadzona jest analiza danych rodowodowych i monitoring DNA.
Gatunkiem, w którym doszło do gwałtownego zmniejszenia liczebności i związanego z tym zubożenia puli genowej, jest gepard (Acinonyx jubatus), który występował szeroko w Ameryce Północnej i Europie aż do ostatniego zlodowacenia. Niska różnorodność genetyczna gatunku została udokumentowana między innymi badaniami DNA jądrowego i mitochondrialnego, zmiennością alloenzymów, badaniami zgodności tkankowej. Efektem erozji genetycznej jest zwiększona podatność na choroby, zmniejszona ilość prawidłowo wykształconych plemników u samców, anomalie stomatologiczne oraz możliwość dokonywania przeszczepów skóry pomiędzy osobnikami. Od incydentu, który doprowadził do zubożenia puli genowej różnorodność genetyczna wzrasta, między innymi doszło do przejęcia części genów od innych kotowatych. U gatunku stwierdzono też występowanie rzadkiego zjawiska. Potomstwo z jednego miotu u 43% samic pochodzi od różnych samców. Obserwowane zjawisko ułatwia odbudowanie różnorodności genetycznej gatunku.

## Skutki przejścia przez genetyczne wąskie gardło
Populacje, w których nastąpiła silna erozja genetyczna spowodowana silną redukcją liczebności, nawet po skutecznej ochronie i zwiększeniu zasobów cechują się bardzo małą zmiennością genetyczną. Niektóre całkiem liczne współcześnie gatunki, jak choćby słoń morski północny (Mirounga angustirostris) liczący ponad 100 tysięcy osobników, są całkowicie pozbawione heterozygotyczności, tj. dla każdego locus istnieje w całej tej populacji tylko jeden allel. Posługując się danymi genetycznymi i demograficznymi ustalono, że podczas przechodzenia przez wąskie gardło w końcu XIX wieku (skutek intensywnych polowań) liczebność gatunku skurczyła się do 20 osobników.
W naturze skutki wąskiego gardła obserwować można także w przypadku tzw. efektu założyciela, jednak dotyczą one tylko nowo powstałej populacji, a nie wyjściowej.

## Zapobieganie
W celu zapobiegania utracie zasobów genowych dążyć należy do utrzymania tzw. efektywnej wielkości populacji. Przy ochronie genetycznej gatunku pamiętać trzeba o ochronie różnic w zasobach genowych poszczególnych populacji. W przypadku zmieszania osobników z izolowanych populacji utracić można istotną zmienność między nimi, warunkującą np. przystosowanie do szczególnych warunków ekologicznych. W strategiach działań ochronnych dążyć należy zatem do utrzymywania kontaktu i unikania izolacji genetycznej populacji sąsiadujących, ale unikania mieszania genotypów populacji odległych. Istotne jest też ustalenie i zabezpieczenie refugiów gatunku, będących ogniskami zmienności genetycznej i skoncentrowanie się na ich ochronie, wykrywanie zmienności taksonomicznej (i genetycznej) organizmów, niedopuszczanie do powstawania mieszańców zagrażających utracie swoistości genetycznej taksonów nielicznych.
Aby zachować zasoby genowe stosuje się ochronę:
- ex situ, polegającą na:
  - przechowywaniu nasion,
  - przechowywaniu pyłku,
  - przechowywaniu tkanek in vitro,
  - kolekcjach polowych,
  - zakładaniu ogrodów botanicznych,
  - przechowywaniu DNA,
- in situ, polegającą na:
  - tworzeniu rezerwatów i parków,
  - utrzymywaniu ogrodów przydomowych,
  - zachowaniu odmian w gospodarstwach rolnych.